# Окороков, Владимир Павлович
Владимир Павлович Окороков (29 августа 1931 — 9 апреля 1992) — советский легкоатлет, бегун на средние дистанции. Двукратный чемпион СССР (1954, 1955). Мастер спорта СССР (1954), заслуженный мастер спорта СССР (1991).

## Биография
Владимир Окороков специализировался на дистанции 1500 м, также выступал на дистанциях 800 м и 5000 м. Окороков пришёл в лёгкую атлетику относительно поздно, хотя имел способности к бегу. Тренировался под началом Н. И. Денисова, представлял ВФСО «Динамо» (Москва). С 1953 года стал показывать результаты всесоюзного уровня. Выступая за «Динамо», Окороков стал двукратным чемпионом СССР в беге на 1500 м (1954 г. и 1955 г.), ещё раз финишировал вторым (1959 г.).
В 1954 году, выступая на Чемпионате СССР по лёгкой атлетике, Окороков показал результат 3:49:08 в предварительном забеге и только 3:54:06 в финале. В борьбе за титул Окороков обошёл Николая Маричева и Виктора Багреева. Окороков сделал упор на тактику, что сказалось на скорости забега. Такое поведение было сочтено неправильным, и Окорокову было отказано присуждении звания чемпиона и в выплате призовых денег. Официальное разъяснение гласило: «Вместо того, чтобы показать свои лучшие способности, он позволил другим задать темп и ускорился лишь за несколько метров до финиша, чтобы добыть лёгкую победу».
В 1955 году Владимир Окороков обновил сразу два рекорда СССР: в беге на 1500 м он улучшил результат С. Слугина на 1,4 сек. (3:45:60), в беге на 2000 м сбросил со времени М. Вельсвебеля целых 9,2 сек. (5:09:80).

## Основные результаты

### Международные
- Матч Венгрия — СССР в Будапеште (1953 г.). Дистанция — 5000 м (4-е место).
- Чемпионат Европы в Берне (1954 г.) Дистанция — 5000 м (4-е место). Выполнил норматив мастера спорта СССР.
- Матч СССР — Великобритания и Северная Ирландия в Варшаве (1955 г.). Дистанция — 1500 м[3].

### Национальные
| Год  | Соревнования   | Место проведения | Дистанция | Место | Результат |
| ---- | -------------- | ---------------- | --------- | ----- | --------- |
| 1954 | Чемпионат СССР | Киев             | 1500 м    | 1     | 3.54,6    |
| 1955 | Чемпионат СССР | Тбилиси          | 1500 м    | 1     | 3.46,6    |
| 1959 | Чемпионат СССР | Москва           | 1500 м    | 2     | 3.46,6    |